# Citi Open 2022
Il Citi Open 2022 è stato un torneo di tennis giocato sul cemento. È stata la 53ª edizione del torneo maschile, facente parte della categoria ATP Tour 500 nell'ambito dell'ATP Tour 2022 e la 10ª edizione del torneo femminile, facente parte della categoria Tornei WTA 250 nell'ambito del WTA Tour 2022. Si è giocato al William H.G. FitzGerald Tennis Center di Washington dall'1 all'8 agosto 2022.

## Partecipanti ATP

### Teste di serie
| Nazionalità | Giocatore               | Ranking* | Testa di serie |
| ----------- | ----------------------- | -------- | -------------- |
|             | Andrej Rublëv           | 8        | 1              |
| Polonia     | Hubert Hurkacz          | 11       | 2              |
| Stati Uniti | Taylor Fritz            | 12       | 3              |
| Stati Uniti | Reilly Opelka           | 17       | 4              |
| Bulgaria    | Grigor Dimitrov         | 18       | 5              |
| Canada      | Denis Shapovalov        | 21       | 6              |
|             | Karen Chačanov          | 23       | 7              |
| Paesi Bassi | Botic van de Zandschulp | 26       | 8              |
| Danimarca   | Holger Rune             | 27       | 9              |
| Stati Uniti | Frances Tiafoe          | 29       | 10             |
| Australia   | Alex de Minaur          | 30       | 11             |
| Argentina   | Sebastián Báez          | 32       | 12             |
| Stati Uniti | Maxime Cressy           | 34       | 13             |
| Stati Uniti | Tommy Paul              | 36       | 14             |
|             | Aslan Karacev           | 37       | 15             |
| Regno Unito | Daniel Evans            | 39       | 16             |

* Ranking al 25 luglio 2022.

### Altri partecipanti
I seguenti giocatori hanno ricevuto una wild card per il tabellone principale:
- Christopher Eubanks
- Bradley Klahn
- Stefan Kozlov
- Jeffrey John Wolf

Il seguente giocatore è entrato in tabellone con il ranking protetto:
- Kyle Edmund

I seguenti giocatori sono passati dalle qualificazioni:

- Tarō Daniel
- Dominik Koepfer
- Michael Mmoh
- Yosuke Watanuki
- Borna Gojo
- Wu Tung-lin

### Ritiri
Prima del torneo
- Aleksandr Bublik → sostituito da  Peter Gojowczyk
- Francisco Cerúndolo → sostituito da  Jack Draper

## Partecipanti ATP doppio

### Teste di serie
| Nazionalità | Giocatore       | Nazionalità | Giocatore         | Ranking* | Teste di serie |
| ----------- | --------------- | ----------- | ----------------- | -------- | -------------- |
| Stati Uniti | Rajeev Ram      | Argentina   | Horacio Zeballos  | 5        | 1              |
| Paesi Bassi | Wesley Koolhof  | Regno Unito | Neal Skupski      | 11       | 2              |
| El Salvador | Marcelo Arévalo | Paesi Bassi | Jean-Julien Rojer | 16       | 3              |
| Croazia     | Ivan Dodig      | Stati Uniti | Austin Krajicek   | 33       | 4              |

* Ranking al 25 luglio 2022.

### Altri partecipanti
Le seguenti coppie di giocatori hanno ricevuto una wildcard per il tabellone principale: 
- Alex de Minaur /  Frances Tiafoe
- Denis Kudla /  Denis Shapovalov

### Ritiri
Prima del torneo
- Marcel Granollers /  Horacio Zeballos → sostituiti da  Nick Kyrgios /  Jack Sock
- Nikola Mektić /  Rajeev Ram → sostituiti da  Rajeev Ram /  Horacio Zeballos
- Rafael Matos /  David Vega Hernández → sostituiti da  Mackenzie McDonald /  Botic van de Zandschulp

## Partecipanti WTA

### Teste di serie
| Nazionalità | Giocatrice         | Ranking* | Testa di serie |
| ----------- | ------------------ | -------- | -------------- |
| Stati Uniti | Jessica Pegula     | 7        | 1              |
| Regno Unito | Emma Raducanu      | 10       | 2              |
| Romania     | Simona Halep       | 16       | 3              |
|             | Viktoryja Azaranka | 20       | 4              |
| Belgio      | Elise Mertens      | 30       | 5              |
| Estonia     | Kaia Kanepi        | 36       | 6              |
| Egitto      | Mayar Sherif       | 46       | 7              |
| Danimarca   | Clara Tauson       | 47       | 8              |

* Ranking al 25 luglio 2022.

### Altre partecipanti
Le seguenti giocatrici hanno ricevuto una wild card per il tabellone principale:
- Hailey Baptiste
- Sofia Kenin
- Venus Williams

Le seguenti giocatrici sono passate dalle qualificazioni:

- Mirjam Björklund
- Cristina Bucșa
- Louisa Chirico
- Rebecca Marino

La seguente giocatrice è entrata in tabellone come lucky loser:
- Wang Xiyu

### Ritiri
Prima del torneo
- Marie Bouzková → sostituita da  Wang Xiyu
- Leylah Fernandez → sostituita da  Harriet Dart
- Ann Li → sostituita da  Greet Minnen
- Anastasija Potapova → sostituita da  Daria Saville

## Partecipanti WTA doppio

### Teste di serie
| Nazionalità | Giocatrice      | Nazionalità   | Giocatrice       | Ranking* | Teste di serie |
| ----------- | --------------- | ------------- | ---------------- | -------- | -------------- |
| Stati Uniti | Jessica Pegula  | Nuova Zelanda | Erin Routliffe   | 45       | 1              |
| Belgio      | Elise Mertens   | Belgio        | Greet Minnen     | 53       | 2              |
| Rep. Ceca   | Lucie Hradecká  | Romania       | Monica Niculescu | 61       | 3              |
|             | Anna Kalinskaja | Stati Uniti   | Caty McNally     | 85       | 4              |

*ranking al 25 luglio 2022.

### Altre partecipanti
Le seguenti coppie di giocatrici hanno ricevuto una wildcard per il tabellone principale:
- Makenna Jones /  Sloane Stephens
- Jamie Loeb /  Christina McHale

### Ritiri
Prima del torneo
- Sophie Chang /  Angela Kulikov → sostituite da  Sophie Chang /  Astra Sharma
- Lucie Hradecká /  Sania Mirza → sostituite da  Lucie Hradecká /  Monica Niculescu
- Anastasija Potapova /  Jana Sizikova → sostituite da  Allura Zamarripa /  Maribella Zamarripa
- Alicja Rosolska /  Erin Routliffe → sostituite da  Jessica Pegula /  Erin Routliffe

## Punti e montepremi
| Torneo              | Torneo              | V       | F       | SF     | QF     | 3T     | 2T     | 1T    | Q  | Q2    | Q1    |
| Singolare maschile  | Punti               | 500     | 300     | 180    | 90     | 45     | 20     | 0     | 10 | 4     | 0     |
| Singolare maschile  | Premi in denaro ($) | 365.390 | 183.780 | 92.980 | 48.670 | 24.400 | 12.845 | 7.205 | 0  | 2.710 | 1.355 |
| Doppio maschile     | Punti               | 500     | 300     | 180    | 90     | –      | –      | 0     | –  | –     | –     |
| Doppio maschile     | Premi in denaro ($) | 123.000 | 60.200  | 30.190 | 15.500 | –      | –      | 8.000 | –  | –     | –     |
| Singolare femminile | Punti               | 280     | 180     | 110    | 60     | –      | 30     | 1     | 18 | 12    | 1     |
| Singolare femminile | Premi in denaro ($) | 43.000  | 21.400  | 11.500 | 6.200  | –      | 3.420  | 2.220 | –  | 1.285 | 750   |
| Doppio femminile    | Punti               | 280     | 180     | 110    | 60     | –      | –      | 1     | –  | –     | –     |
| Doppio femminile    | Premi in denaro ($) | 12.300  | 6.400   | 3.435  | 1.820  | –      | –      | 960   | –  | –     | –     |

## Campioni

### Singolare maschile
Nick Kyrgios ha sconfitto in finale  Yoshihito Nishioka con il punteggio di 6-4, 6-3.
• Per Kyrgios si tratta del settimo titolo in carriera, il primo in stagione.

### Singolare femminile
Ljudmila Samsonova ha sconfitto in finale  Kaia Kanepi con il punteggio di 4-6, 6-3, 6-3.
• Per Samsonova si tratta del secondo titolo in carriera, il primo in stagione.

### Doppio maschile
Nick Kyrgios /  Jack Sock hanno sconfitto in finale  Ivan Dodig /  Austin Krajicek con il punteggio di 7-5, 6-4.

### Doppio femminile
Jessica Pegula /  Erin Routliffe hanno sconfitto in finale  Anna Kalinskaja /  Caty McNally con il punteggio di 6-3, 5-7, [12-10]